# NGC 710
NGC 710 ist eine Spiralgalaxie vom Hubble-Typ Sc im Sternbild Andromeda am Nordsternhimmel. Sie ist schätzungsweise 280 Millionen Lichtjahre von der Milchstraße entfernt und hat einen Durchmesser von etwa 100.000 Lichtjahren. Die Galaxie gilt als Mitglied der Galaxiengruppe Abell 262.

Im selben Himmelsareal befinden sich u. a. die Galaxien NGC 703, NGC 704, NGC 705, NGC 708.
Die Typ-II-Supernova SN 2002eo wurde hier beobachtet.
Das Objekt wurde am 28. Oktober 1850 vom irischen Astronomen Bindon Blood Stoney, einem Assistenten von William Parsons, entdeckt.